# Mecodina ruficeps
Mecodina ruficeps là một loài bướm đêm trong họ Erebidae.